# Gennadij Borisov
Gennadij Volodymyrovytj Borisov (ukrainska: Геннадій Володимирович Борисов, ryska: Геннадий Владимирович Борисов: Gennadij Vladimirovitj Borisov), född 1962,  är en sovjetisk/ukrainsk amatörastronom. På Margo-observatoriet vid Nautjnyj har han upptäckt flera kometer; C/2013 N4, C/2013 V2, C/2014 Q3, C/2014 R, C/2015 D4, C/2016 R3 och C/2017 E1. Han återupptäckte också den periodiska kometen P/2008 Y1, som sedan fick den nya beteckningen P/2019 R1. 
Borisov upptäckte en förmodad interstellär komet, kallad C/2019 Q4 (Borisov), med ett 0,65 meter optiskt reflektorteleskop som han själv har byggt 2018. Han fotograferade kometen den 30 augusti 2019 och upptäckten formaliserades av Minor Planet Center den 11 september samma år. Om det visar sig att Borisovs komet med säkerhet är interstellär kommer den troligen att få namnet ändrat, så att det börjar med 2I.
Den 21 januari 2023 upptäckte han asteroiden 2023 BU.
Borisov arbetar som ingenjör vid det ryska Sternberg Astronomical Institute i Moskva som är en del av Moskvauniversitetet.

### Fotnoter
1. ↑  Interstellar comet 2I/Borisov - Spaceref
2. ↑  Interstellar comet 2I/Borisov - Cornell University
3. ↑  Ryska: Государственный астрономический институт имени Штернберга
4. ↑  C/2019 Q4 Borisov, a Comet (very likely) from Interstellar Space will swing by in December -  Daily Kos